# Pernettya
Pernettya es un género  de plantas fanerógamas perteneciente a la familia Ericaceae. Comprende 98 especies descritas y de estas, solo 4 aceptadas.  Se distribuye por México, Mesoamérica, Colombia, Venezuela, Ecuador, Perú, Bolivia, Chile, Argentina, Tasmania, Nueva Zelanda.

## Descripción
Son arbustos rastreros, procumbentes, o erectos, bisexuales o unisexuales por aborto de polen u óvulos, después dioicos o ginodioicos. Hojas alternas, perennes, pecioladas, coriáceas, pinnatinervias, los márgenes enteros o frecuentemente subserrado-crenulados. Inflorescencias con las flores generalmente solitarias en las axilas de las hojas más altas; brácteas florales indistintas; pedicelos articulados con el cáliz; bractéolas 2 a varias a lo largo de los pedicelos. Flores péndulas, 5-meras, sin aroma, la estivación imbricada; cáliz dividido hacia la base, los lobos no acrescentes en el fruto, rara vez volviéndose suculentos después de la antesis y entonces permanecen en la base del fruto; corola simpétala, urceolada, cilíndrica a subglobosa; estambres (8-)10, c. 1/2 del largo de la corola; filamentos distintos, iguales, ligera a conspicuamente dilatados por encima de la base; anteras sin espolones, pero distalmente 4-aristadas, con tejido de desintegración, dehiscentes en el ápice por poros terminales; ovario súpero, 5-locular. Frutos en bayas, subglobosas a globosas, deprimidas apicalmente; semillas numerosas, pequeñas. Tiene un número de cromosomas de x=11.

## Taxonomía
El género  fue descrito por Charles Gaudichaud-Beaupré y publicado en Annales des Sciences Naturelles (Paris) 5: 102. 1825. La especie tipo no ha sido designada. 

## Especies aceptadas
A continuación se brinda un listado de las especies del género Pernettya aceptadas hasta febrero de 2014, ordenadas alfabéticamente. Para cada una se indica el nombre binomial seguido del autor, abreviado según las convenciones y usos.
- Pernettya hirta (Willd.) Sleumer
- Pernettya howellii Sleumer
- Pernettya macrostigma Colenso
- Pernettya nana Colenso